# Lazacfogás Jemenben (film)
A Lazacfogás a Jemenben (eredeti cím: Salmon Fishing in the Yemen) 2011-ben bemutatott brit romantikus filmvígjáték-dráma, melyet Lasse Hallström rendezett. A főszerepet Ewan McGregor, Emily Blunt, Kristin Scott Thomas és Amr Waked alakítja. A film Paul Torday 2007-es azonos című regénye és Simon Beaufoy forgatókönyve alapján készült.
2010 augusztusa és októbere között forgatták Londonban, Angliában, Skóciában és Marokkóban.
Világpremierje a 2011-es Torontói Nemzetközi Filmfesztiválon volt. Az Egyesült Királyságban 2012. április 20-án mutatták be, Magyarországon 2012. március 15-én a Fórum Hungary jóvoltából. Általánosságban pozitív kritikákat kapott az értékelőktől, és világszerte 34 564 651 dolláros bevételt hozott.

## Cselekmény
Alfred Jones (Ewan McGregor) halászati szakértő e-mailt kap Harriet Chetwode-Talbot (Emily Blunt) pénzügyi tanácsadótól, aki egy olyan projekthez kér tanácsot, amelynek célja a lazachalászat bevezetése Jemenbe - a projektet egy gazdag jemeni sejk finanszírozza, és a Külügyi és Nemzetközösségi Hivatal (FCO) is támogatja. Alfred elutasítja a projektet, mivel az „alapvetően megvalósíthatatlan”, mivel Jemen nem képes biztosítani a lazacok számára szükséges környezetet. Eközben a brit miniszterelnök sajtótitkára, Patricia Maxwell (Kristin Scott Thomas) a lazachalászat történetét javasolja a miniszterelnöki hivatalnak, mint olyan pozitív sztorit, amely segíthet javítani a Nagy-Britannia és az iszlám világ közötti kapcsolatokat.
Alfred találkozik Harriettel, hogy megvitassák a projektet, de annak ellenére, hogy Harriet kijavítja a jemeni környezettel kapcsolatos téves elképzeléseit, Alfred meg van győződve arról, hogy a projekt túlzottan vakmerő. Alfred főnöke, Patricia rákényszeríti Alfredot, hogy elfogadja a projektben való részvételt. Alfred fontolóra veszi, hogy inkább lemond, minthogy tönkretegye a hírnevét a tudományos közösségben, de a felesége meggyőzi, hogy szükségük van a jövedelmére és a nyugdíjára.
Harriet elintézi, hogy Alfred találkozzon a sejkkel annak skót felföldön lévő birtokán. A sejk izgatottan várja a találkozást Alfreddel, mivel ő a „Woolly Jones” horgászlégy feltalálója. Bár a sejk elismeri, hogy a projekt őrültségnek hangzik, mégis úgy véli, hogy a horgászat nemes, harmóniát elősegítő és hatalmas hitet igénylő tevékenység.
Miután a felesége elfogad egy genfi állást, Alfred a lazacprojektnek szenteli magát. Bár félénk, de élvezi a munkát Harriettel, és kezdenek haladást elérni. Lelkesedésük azonban megszakad, amikor Harriet megtudja, hogy új barátja, a brit különleges erők kapitánya, Robert Meyers eltűnt. Lesújtottan Harriet visszavonul a lakásába. Amikor Alfred meglátogatja, a lány feldúlttá válik, mert azt hiszi, hogy a férfi csak azt akarja, hogy visszatérjen a munkájához, de aztán rájön, hogy a férfi azért jött, hogy megvigasztalja, és megölelik egymást.
Eközben a sejk folytatja munkáját, annak ellenére, hogy a radikálisok azzal vádolják, hogy nyugati módszereket vezet be a térségükbe. Patricia tájékoztatja a sejket, hogy a brit folyókból való lazac eltávolításával szembeni ellenállás miatt tenyésztett lazacot kell használniuk. A sejk nem hisz abban, hogy a fogságban tenyésztett lazacok túlélnének, és visszautasítja Patricia ajánlatát, véget vetve a brit kormány részvételének a projektben. Alfred lemond kormányzati állásáról, hogy folytathassa a projektet.
A feleségével való szembesülés után, amikor rájön, hogy a házasságuknak vége, és hogy szerelmes Harrietbe, Alfred meggyőzi a sejket, hogy próbálja ki a tenyésztett lazacot. Miközben ők ketten horgásznak, egy jemeni radikális megpróbálja meggyilkolni a sejket, akit Alfred ment meg azzal, hogy horgászzsinórját a merénylő felé dobja. Nem sokkal később visszatérnek Jemenbe, ahol Harriet és Alfréd egyre közelebb kerülnek egymáshoz. Egy holdfényes fürdőzés után a férfi megkérdezi a lánytól, hogy „elméletileg fennáll-e annak a lehetősége”, hogy ők ketten együtt kötnek ki. A lány egy arccsókkal elfogadja, de azt mondja, hogy időre van szüksége.
Egy jemeni sajtótájékoztatón a külügyminiszterrel Patricia újra összehozza Harrietet a barátjával, Roberttel, aki túlélte a terrorellenes akciót. A PR-trükk miatt Alfrednak összetörik a szíve. Aznap este Harriet rájön, hogy megváltoztak az érzései Robert iránt, és amikor Alfred sms-t kap a feleségétől, amelyben kéri, hogy térjen vissza, visszautasítja.
Másnap a halakat kiengedik a tartótartályból. A halak felfelé úsznak a folyón, és mindenki ünnepli a projekt sikerét. Miközben Robert és a külügyminiszter a fotósok számára legyezik a halakat, terroristák betörnek a gátba a folyásirányban, és megnyitják az árvízkapukat. Bár a legtöbb ember túléli a kialakuló árvizet, a völgy romokban hever. A sejk magát okolja a tragédiáért, és megfogadja, hogy újjáépíti - ezúttal a helyi közösség támogatásával.
Másnap, amikor Harriet indulni készül Roberttel, az utóbbi azt mondja, hogy bár a küldetése során csak a nő járt a fejében, ami életben tartotta, nem tartozik neki semmivel. A lány odalép Alfredhoz, hogy elbúcsúzzon tőle, ahol a férfi könnyes szemmel sok szerencsét kíván neki, miközben azon töpreng, hogyan tovább. Éppen ekkor látják, hogy egy lazac ugrik ki a vízből, ami azt jelzi, hogy néhány hal túlélte. Alfred azt mondja Harrietnek, hogy valóban marad, és segít nekik az újjáépítésben. Harriet megkérdezi, hogy szüksége lesz-e társra - és Alfred rájön, hogy a nő saját magáról beszél. Megölelik egymást, majd kézen fogva nézik a folyót.

## Szereplők
- Ewan McGregor – Alfred "Fred" Jones
- Emily Blunt – Harriet Chetwode-Talbot
- Kristin Scott Thomas – Patricia Maxwell
- Amr Waked – Sheikh Muhammed bin Zaidi bani Tihama
- Tom Mison – Robert Mayers
- Conleth Hill – Bernard Sugden
- Rachael Stirling – Mary Jones
- Catherine Steadman – Ashley
- Hugh Simon – külügyi titkár
- Clive Wood – Tom Price-Williams
- Tom Beard – Peter Maxwell
- Nayef Rashed – a felkelők vezetője
- Otto Farrant – Joshua Maxwell

## Bevétel
2012 júniusáig a film 34 564 651 dolláros bevételt ért el.
A filmet 2012. március 9-én 18 moziban nyitották meg így az Amerikai Egyesült Államokban, a háromnapos hétvégén 225 000 dollárt hozott. A film március végére 483 moziba terjeszkedett, és több mint 3 millió dolláros bevételt ért el.

## Fordítás
- Ez a szócikk részben vagy egészben  a   Salmon Fishing in the Yemen című angol Wikipédia-szócikk fordításán alapul.  Az eredeti cikk szerkesztőit annak laptörténete sorolja fel. Ez a jelzés csupán a megfogalmazás eredetét és a szerzői jogokat jelzi, nem szolgál a cikkben szereplő információk forrásmegjelöléseként.